# ヒュー・マクドナルド
ヒュー・マクドナルド（Hugh McDonald, 1950年12月28日 - ）は、アメリカ合衆国ペンシルベニア州・フィラデルフィア出身のベーシスト。ロックバンド、ボン・ジョヴィのメンバーである。ボン・ジョヴィのメンバーでは最年長。

## 来歴
1950年12月28日、アメリカ合衆国ペンシルベニア州・フィラデルフィアに生まれる。
様々なアーティストのサポートメンバーとして活躍し、この頃から既にボン・ジョヴィとの親交も深めていた。
1994年、ティコ・トーレスの推薦などにより、バンドを脱退したアレック・ジョン・サッチの後任として加入も、苦悩を共にしてきたアレックとの友情を大切にしたいジョン・ボン・ジョヴィの意向により、長らくサポートとしての扱いで正式メンバーではなかった。
これに伴い、ジーズ・デイズから2016年までの全リリース分のアルバムやシングルのアートワークやジャケットには写真が載せられたことはなく、雑誌などのインタビューでも彼が登場することは皆無に近い。PVでも他メンバーと比べて映る時間は非常に少なく、その大半が「誰かをメインにした時の映り込み」というものである。
2016年8月、フィル Xと共にボン・ジョヴィの正式メンバーに昇格。